# Liljendahls bruk

Liljendahls bruk är ett före detta järnbruk i Rämmens socken, Filipstads kommun, Värmland och Dalarna.
Bruket anlades på 1760-talet av Christoffer Myhrman d.ä.. Under 1800-talet fanns vid Liljendahl både gjuteri och stångjärnsbruk, vilka senare nedlades och ersattes av en trämassefabrik. Fabriken tillhörde fram till 1915 AB Rämen-Liljedahl men övergick samma år till Billerud AB. 1930 lades fabriken ned.